# Emilio
Emilio  è un nome proprio di persona italiano maschile.

## Varianti
- Alterati: Emilietto
- Femminili: Emilia[1]

### Varianti in altre lingue
- Basco: Emilli
- Bulgaro: Емил (Emil)[2]
- Catalano: Emili
- Ceco: Emil[2]
- Croato: Emil[2]
- Danese: Emil[2]
- Esperanto: Emilo
- Finlandese: Eemil[2], Eemeli[2]
- Francese: Émile[2]
- Greco: Αιμίλιος (Aimilios)
- Inglese: Emil[2][3]
- Islandese: Emil
- Latino: Aemilius[1][2][3]
- Lettone: Emils, Emīls
- Lituano: Emilijus
- Macedone: Емил (Emil)[2]
- Norvegese: Emil[2]
- Olandese: Emiel[2]
- Polacco: Emil[2]
- Portoghese: Emilio[2]
- Rumeno: Emil[2]
- Russo: Эмиль (Ėmil'), Эмилий (Ėmilij)
- Serbo: Емил (Emil)[2]
- Sloveno: Emil[2]
- Spagnolo: Emilio[2]
- Svedese: Emil[2]
- Tedesco: Emil[2][3]
- Ungherese: Emil[2]

## Origine e diffusione
È basato sul cognomen romano Aemilius, tipico della gens Aemilia; è basato sul termine latino aemulus ("rivale", "competitore", e anche "imitatore"), anche se non è escluso che possa avere invece origini etrusche. 
Il nome Emiliano è un derivato di Emilio.

## Onomastico
L'onomastico si può festeggiare in memoria di più santi, alle date seguenti:
- 13 gennaio, beato Emil Szramek, sacerdote e martire a Dachau[6]
- 22 maggio, sant'Emilio, martire in Africa con san Casto[4][6]
- 28 maggio, sant'Emilio, martire con altri compagni in Sardegna[6]
- 28 maggio, san Gemiliano (o Emiliano, o Emilio), vescovo di Cagliari e martire presso Sestu[6]
- 23 luglio, beato Emilio Arce Diez, religioso salesiano e martire a Madrid[6]

## Persone

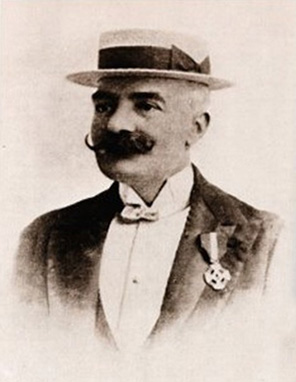
Emilio Salgari

- Emilio Aguinaldo, generale e politico filippino
- Emilio Bandiera, patriota italiano
- Emilio Castelar, scrittore e politico spagnolo
- Emilio Cigoli, attore e doppiatore italiano
- Emilio Colombo, politico italiano
- Emilio De Bono, militare e politico italiano
- Emilio De Fabris, architetto italiano
- Emilio Del Giudice, fisico e divulgatore scientifico italiano
- Emilio Fede, giornalista, scrittore e politico italiano
- Emilio Garroni, filosofo italiano
- Marco Emilio Lepido, politico romano
- Emilio Lussu, politico, scrittore e militare italiano
- Emilio Praga, scrittore, poeta, pittore e librettista italiano
- Emilio Salgari, scrittore italiano
- Emilio Scanavino, pittore e scultore italiano
- Emilio Segrè, fisico italiano

### Variante Emil
- Emil Artin, matematico austriaco
- Emil Botta, poeta e attore rumeno

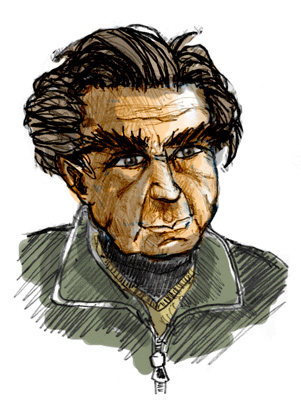
Emil Cioran

- Emil Cioran, filosofo, saggista e aforista rumeno
- Emil Nolde, pittore tedesco
- Emil Leon Post, matematico e logico statunitense
- Emil Sax, economista austriaco
- Emil Škoda, imprenditore ceco
- Emil Strub, ingegnere e inventore svizzero
- Emil Adolf von Behring, fisiologo e batteriologo tedesco
- Emil Zátopek, atleta cecoslovacco
- Emil Zilliacus, poeta finlandese
- Emil Zuckerkandl, anatomista ungherese

### Variante Émile

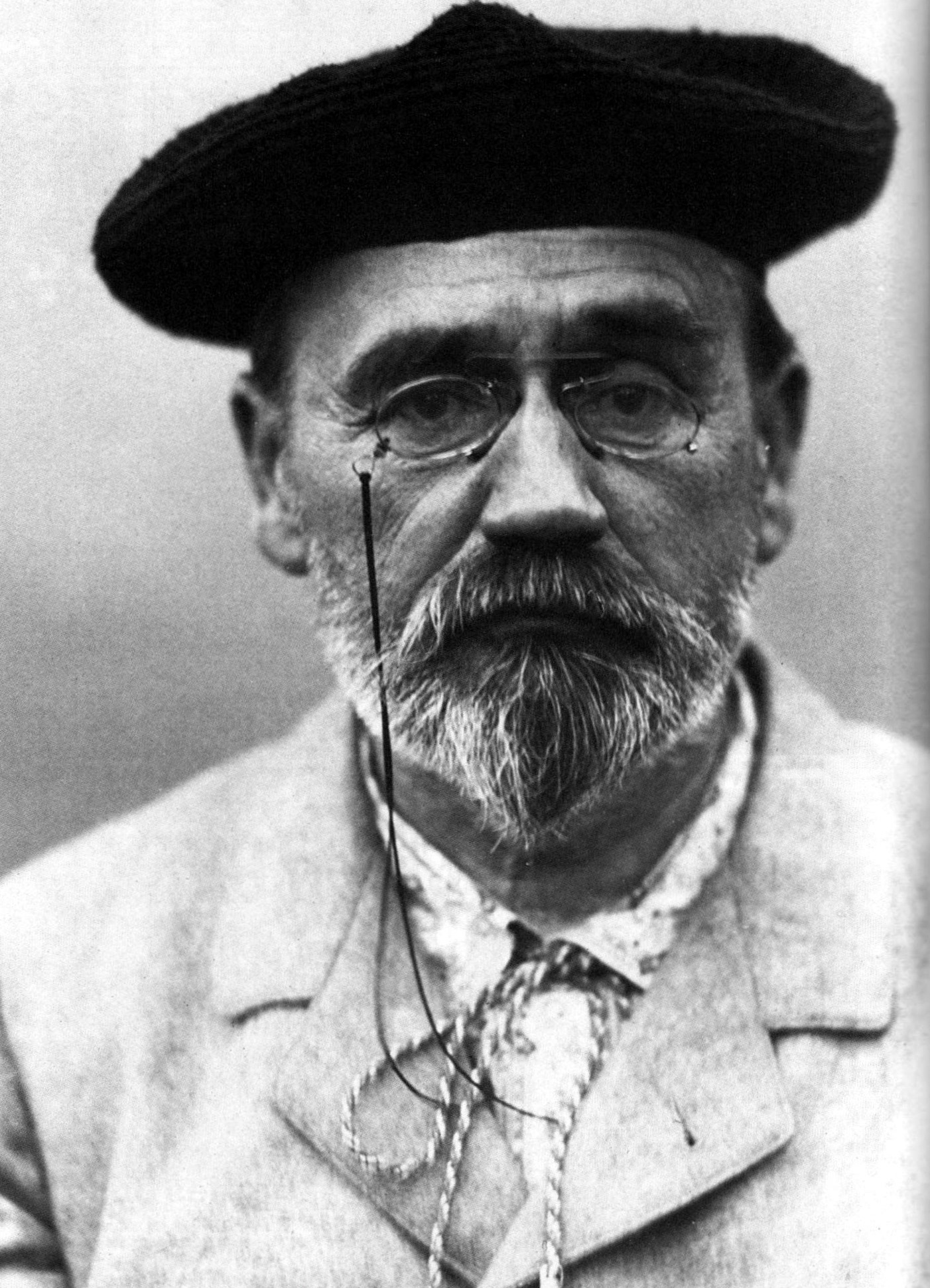
Émile Zola

- Émile-Antoine Bourdelle, scultore francese
- Émile Bernard, pittore francese
- Émile Chautard, regista, attore e sceneggiatore statunitense
- Émile Cohl, animatore, regista e sceneggiatore francese
- Émile Durkheim, sociologo, antropologo e storico delle religioni francese
- Charles-Émile Reynaud, inventore, regista e insegnante francese
- Émile Verhaeren, poeta belga
- Émile Zola, giornalista, scrittore e saggista francese

### Variante Eemil
- Eemil Luukka, politico finlandese
- Frans Eemil Sillanpää, scrittore finlandese

### Variante Emiel
- Emiel Puttemans, atleta belga
- Emiel Mellaard, atleta olandese
- Emiel-Jozef De Smedt, vescovo belga
- Emiel Faignaert, ciclista belga
- Emiel Verstrynge, ciclista belga

## Il nome nelle arti
- Emilio è un personaggio del romanzo pedagogico di Jean-Jacques Rousseau Emilio o dell'educazione.
- Emilio Brentani è il protagonista del romanzo  Senilità di Italo Svevo.
- Emil Blonsky è un personaggio dei fumetti dell'Universo Marvel.
- Emilio è un personaggio del racconto "Stagno", della raccolta di Primo Levi Il sistema periodico.
- Emil è il protagonista della serie omonima di libri, scritti da Astrid Lindgren.
- Emilio Michaelov è un personaggio della serie videoludica Psychic Force, sviluppata da Taito.
- Emilio è il titolo del brano partecipante allo Zecchino d'Oro 2004.